# Rynka

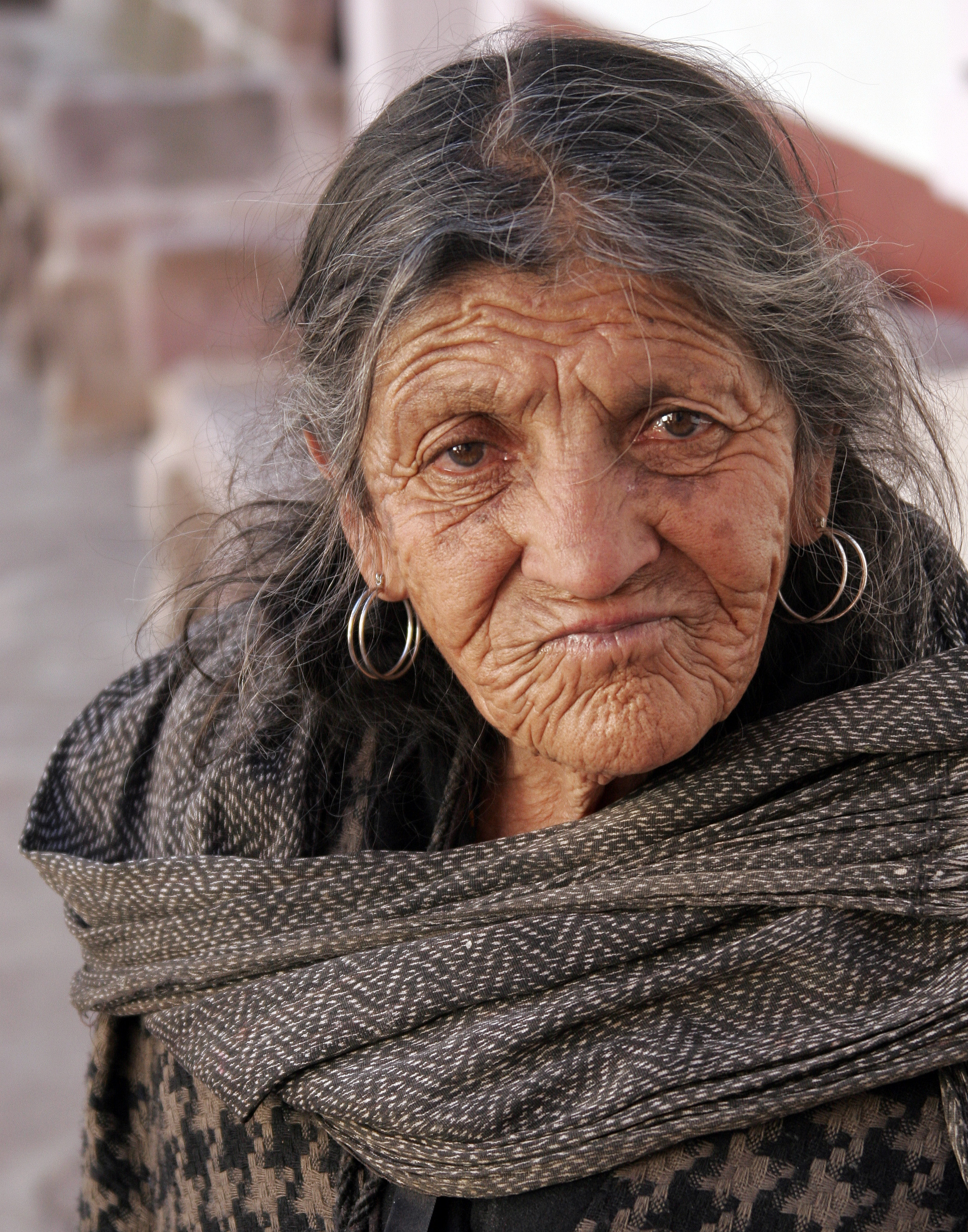
Äldre kvinna med rynkor.

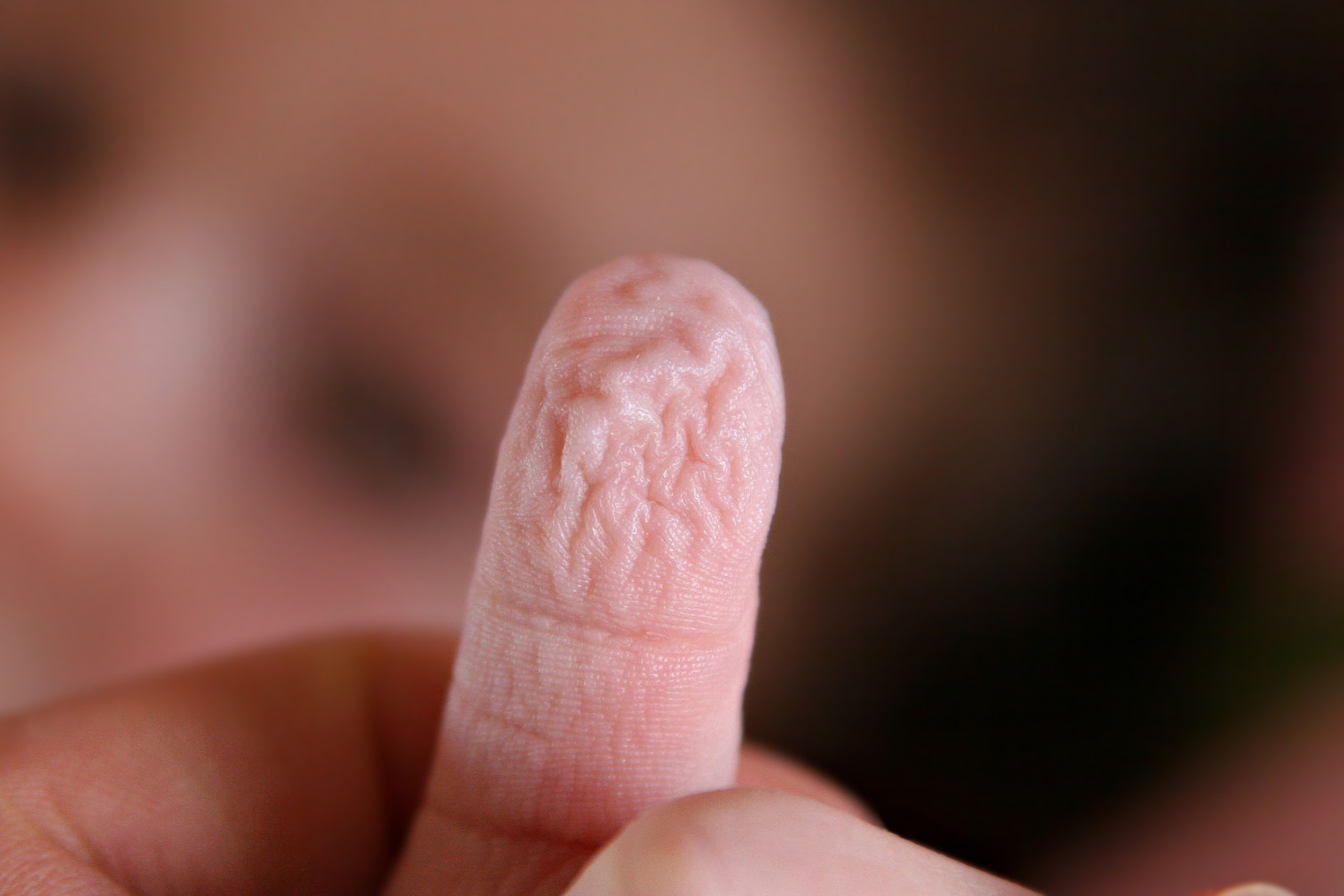
Fingertoppen hos ett barn som nyligen har badat.

Rynka är en form av veck eller en fåra på ett mjukt ytskikt som orsakas genom skrynkling, krympning eller veckläggning. Rynka syftar vanligen på sådan på en människas ansiktshud. Om man utsätter huden på fingertoppar och tår för fukt under en längre stund får huden tillfälligt ett rynkigt utseende (russinfingrar). Att få åldersrynkor i ung ålder kallas geromorfism.
Rynkor som uppkommer tillfälligt i huden beror på muskelsammandragningar eller på yttre påverkan på huden. Ung hud som rynkas får många små, tunna rynkor, medan äldre hud får djupare fåror, eftersom huden förlorar sin elasticitet med åldern. Åldrandet av huden med permanenta rynkor beror dels på intrinsikala faktorer (egenskaper som uppkommer av själva åldrandet) och extrinsikala (yttre påverkan som UV-strålar, hudsjukdomar, skador, osv). De intrinsikala faktorerna påverkar både de mekaniska egenskaperna och själva hudstrukturen. Hudens intrinsikala åldrande leder till minskat kollagen och tunnare elastiska fiber i dermis samt torrare hud. Mekaniska faktorer är följderna som åldrandets förändrade muskelstrukturer och benstomme leder till. Det finns också ett intrinsikalt åldrande i huden - det så kallade kronologiska åldrandet av huden - som troligen beror på telomererna i kromosomerna som med ökad ålder blir kortare och kortare vilket får flera negativa konsekvenser för cellförnyelsen, också i huden. Till det kronologiska åldrandet hör vidare förändrade hormonnivåer och dessas aktivitet i kroppen, vilket också påverkar uppkomsten av permanenta rynkor både direkt i huden och i förutsättningarna. Östrogen är ett av de hormoner som påverkar hudstrukturen, och är ett av de tidigast kända hormonerna som har samband med hudens åldrande. Lägre nivåer östrogen leder till tunnare hud, ökar hudens torrhet men minskar dess elasticitet och mängd kollagen, minskar lipidnivåerna i ytterhuden, med fler förutsättningar för uppkomsten av permanenta rynkor. Det finns dock stora variationer bland folk i hur mycket menopausens minskade östrogennivåer påverkar hudens åldrande; en möjlig förklaring kan vara förekomsten av östrogenreceptorer i huden. Andra hormoner som också skapar förutsättningar för detta är testosteron, tyroxin, melatonin, tillväxthormon, kortisol, D-vitamin, och andra som bland annat påverkar hudens kalciumomsättning. Gravitationen tycks påverka huden genom att göra den slappare.
För att motverka eller minska rynkor har flera tekniker och substanser prövats, såsom topikal administration (krämer etc) av  A-vitamin och retinol, topikal hyaluronsyra, laser, IPL och andra ljusterapier, med mera.